# Isolotto di Sa Pagliosa
L'isolotto di Sa Pagliosa è un'isola del mar di Sardegna situata a ridosso della costa occidentale della Sardegna.

Appartiene amministrativamente al comune di Bosa.